# Contre Attaque
Pour les articles homonymes, voir Contre-attaque.
Contre Attaque, anciennement Nantes révoltée, est un média en ligne francophone créé en 2012 à Nantes. Une revue au format imprimé paraît également depuis 2017. Avec une ligne éditoriale classée parmi la gauche radicale, ce média documente et relaie les luttes sociales.

## Éléments historiques
Nantes révoltée est initialement une page Facebook créée pendant la campagne de l'élection présidentielle française de 2012. Un site Internet est lancé en parallèle en 2019. La plupart des analyses et des reportages publiés ne sont pas signés.
En août 2019, lors du sommet du G7 à Biarritz, l'audience de la page Facebook chute de 90 %, de même que d'autres médias indépendants comme Lille insurgée, Groupe Lyon Antifa ou Cerveaux non disponibles. Les audiences reviennent à leur niveau antérieur après la fin du G7, sans raison fournie par Facebook. Une des explications possibles est que ces pages ont partagé un article d'Indymedia qui révèle l'identité d'une policière infiltrée dans des mouvements des Gilets jaunes. Le chercheur français Romain Badouard estime qu'il s'agit d'une « censure particulièrement insidieuse », puisque le réseau social n'a pas informé les pages de leur sanction.
Le collectif revendique près de 300 000 abonnés à ses différents comptes de réseaux sociaux en date du 3 février 2022. Pour ses dix ans, ce média autonome et local est rebaptisé Contre Attaque afin d'assumer une portée plus nationale que la seule ville de Nantes[source insuffisante].
Le 25 janvier 2022, le ministre de l'Intérieur Gérald Darmanin annonce à l'Assemblée nationale vouloir engager une dissolution de Nantes révoltée en tant que groupement de fait,. Il appuie la demande de plusieurs élus (notamment des conseillers municipaux nantais et la présidente de la région Pays de la Loire Christelle Morançais) qui réclament la suppression du groupe à la suite d'une manifestation antifasciste à Nantes le 22 janvier pour laquelle le média avait relayé l'appel et durant laquelle deux vitrines ont été brisées et deux personnes frappées dans un bar réputé accueillir des militants d'extrême droite.
Le projet de dissolution est contesté notamment par des partis politiques, des médias, des associations, le Syndicat national des journalistes et la Ligue des droits de l'homme notamment au nom de la liberté d'expression. Face à la menace de dissolution, Nantes révoltée lance également une pétition qui recueille rapidement plus de 40 000 signatures[source secondaire souhaitée].

## Positionnement et ligne éditoriale
Contre Attaque se revendique comme « un média local, indépendant et engagé dont l'objectif est de documenter les luttes », relayant l'actualité des mouvements sociaux locaux et des appels à manifestation et mobilisation. Il est particulièrement actif en soutien de la lutte de la Zone à défendre de Notre-Dame-des-Landes, pendant le mouvement de contestation contre la loi Travail de 2016,, et durant l'affaire Steve Maia Caniço, faisant de la dénonciation du comportement des forces de police l'un des axes principaux de sa ligne éditoriale. Le média publie notamment des vidéos de manifestations et de violences policières.
Contre Attaque s'inscrit parmi d'autres médias en ligne de la gauche radicale en France. Il revendique également un positionnement antifasciste.
En janvier 2022, le ministre de l'Intérieur Gérald Darmanin demande la dissolution de ce qu'il considère comme un « collectif d'ultragauche ». La députée de Loire-Atlantique Valérie Oppelt décrit Nantes révoltée comme « un groupuscule ultraviolent ». Le journal Le Monde le qualifie de « collectif d'extrême gauche ». En réponse, Nantes révoltée récuse les appellations de « groupuscule », « structure », « groupement de fait » et « collectif d’ultragauche » et rappelle qu'il s'agit d'un média indépendant.

## Diffusion papier
Un premier numéro (numéro zéro) au format imprimé paraît à l'hiver 2017-2018, suivi de huit numéros jusqu'à l'automne 2020. Un hors série paraît en janvier 2022 pour célébrer les dix ans d'existence du média.

### Sources secondaires
1. 1 2  « Contre Attaque, une nouvelle revue nantaise par l'équipe de Nantes Révoltée » [html], sur France 3 Pays de la Loire, 22 janvier 2022 (consulté le 3 février 2022).
2. ↑  « Un site Internet pour Nantes Révoltée ! », sur Contre Attaque, 21 janvier 2019 (consulté le 27 septembre 2023)
3. 1 2 3 4  « La menace d’une dissolution du collectif d’extrême gauche Nantes révoltée suscite controverses et frictions », Le Monde,‎ 1er février 2022 (lire en ligne [html], consulté le 3 février 2022)
4. ↑  Anne-Sophie Chazaud, Liberté d'inexpression: Des formes contemporaines de la censure, L'artilleur, 16 septembre 2020 (ISBN 978-2-8100-0949-7, lire en ligne), p. 109
5. ↑  Vincent Brengarth et Jérôme Hourdeaux, Revendiquons le droit à la désobéissance, Fayard, 20 octobre 2021 (ISBN 978-2-213-71905-4, lire en ligne), p. 184
6. 1 2 3  Romain Badouard, Les Nouvelles lois du web: Modération et censure, Seuil, 29 octobre 2020 (ISBN 978-2-02-144897-9, lire en ligne), p. 16-17
7. ↑  Loïc Le Clerc, « Dissolution du média Nantes révoltée : « Le gouvernement teste les limites de la liberté de la presse » », sur Regards (consulté le 4 février 2022)
8. ↑  « NANTES RÉVOLTÉE DEVIENT CONTRE ATTAQUE ! REJOIGNEZ-NOUS », sur Contre Attaque, 17 juin 2022 (consulté le 9 octobre 2022)
9. ↑  Jean-François Martin, « Nantes révoltée : ce que dit une juriste », Ouest France,‎ 28 janvier 2022
10. 1 2 3  « Gérald Darmanin lance la procédure de dissolution du média d’extrême gauche Nantes révoltée », Le Monde.fr,‎ 25 janvier 2022 (lire en ligne, consulté le 3 février 2022)
11. ↑  Philippe Corbou, « L’opposition de droite fustige la majorité », Presse Océan,‎ 28 janvier 2022
12. ↑  Philippe Créhange, « À Nantes, l'ultra-gauche ouvre une crise politique », Le Télégramme,‎ 27 janvier 2022
13. ↑  « A Nantes, une manifestation antifasciste déborde, un élu écologiste au cœur des critiques », Le Monde.fr,‎ 22 janvier 2022 (lire en ligne, consulté le 3 février 2022)
14. ↑  « Incidents à Nantes: Darmanin demande la dissolution du groupe antifa «Nantes révoltée» », Libération,‎ 25 janvier 2022
15. ↑  « Darmanin veut la peau de Nantes révoltée », L'Humanité,‎ 27 janvier 2022
16. ↑  Reporterre, « « Nantes révoltée », et nous avec elle », sur Reporterre, le quotidien de l'écologie (consulté le 3 février 2022)
17. ↑  « Pourquoi il faut soutenir Nantes Révoltée », sur La Quadrature du Net, 16 février 2022 (consulté le 4 mars 2022)
18. ↑  « Syndicat National des Journalistes | Premier syndicat français de journalistes », sur www.snj.fr (consulté le 3 février 2022)
19. ↑  « Dissolution de « Nantes révoltée » : la Ligue des droits de l’Homme se mobilise », Ouest France,‎ 29 janvier 2022 (lire en ligne)
20. ↑  Marie Campistron, « Gérald Darmanin peut-il dissoudre le collectif et média «Nantes révoltée» ? », Aujourd'hui en France,‎ 27 janvier 2022
21. ↑  Nantes Révoltée, « Contre la dissolution de Nantes Révoltée - Pour la liberté d'expression », sur Change.org (consulté le 1er avril 2022)
22. ↑  « Dissolution de « Nantes révoltée » : la Ligue des droits de l'Homme réclame l'interruption du processus », Sud Ouest,‎ 29 janvier 2022 (lire en ligne [php])
23. ↑  Fabien Granjon, Mobilisations numériques: Politiques du conflit et technologies médiatiques, Presses des Mines via OpenEdition, 5 septembre 2017 (ISBN 978-2-35671-491-6, lire en ligne), p. 87
24. ↑  Laura Jarry, « Comment Nantes révoltée donne le ton des manifs », Ouest France,‎ 3 mai 2016 (lire en ligne)
25. ↑  Vincent Coquaz, « Nantes révoltée: existe-t-il des précédents de dissolution de médias en France? », Libération,‎ 28 janvier 2022
26. ↑  « Ce que l'on sait de « Nantes révoltée », le groupe d'extrême gauche que Darmanin veut dissoudre », L'Obs,‎ 26 janvier 2022
27. ↑  Ulrike Lune Riboni, « Au-delà du « vidéo-activisme » : la politisation de la vidéo dans les luttes sociales contemporaines », Questions de communication, no 41,‎ 1er juin 2022, p. 49–62 (ISSN 1633-5961, DOI 10.4000/questionsdecommunication.28734, lire en ligne, consulté le 26 janvier 2023)